# آریکا هیوز
آریکا هیوز (انگلیسی: Aarika Hughes؛ زادهٔ ۵ سپتامبر ۱۹۸۷) بازیکن بسکتبال اهل ایالات متحده آمریکا است.